# Sacred Heart Pioneers
Sacred Heart Pioneers är en idrottsförening tillhörande Sacred Heart University och har som uppgift att ansvara för universitetets idrottsutövning.

## Idrotter
Pioneers deltager i följande idrotter:
| Herrar - Amerikansk fotboll - Baseboll - Basket - Brottning - Fotboll - Friidrott - Fäktning - Golf - Ishockey - Lacrosse - Tennis - Terränglöpning - Volleyboll | Damer - Basket - Bowling - Brottning - Cheerleading - Danssport - Fotboll - Friidrott - Fäktning - Golf - Hästsport - Ishockey - Lacrosse - Landhockey - Rodd - Rugby - Simhopp - Simning - Softboll - Tennis - Terränglöpning - Volleyboll |

## Idrottsutövare
| Amerikansk fotboll - Kevin Nealon Ishockey - Justin Danforth - Nick Johnson - Marc Johnstone - Ryan Warsofsky |